# رستم یکم
بعد از قارن بن شهریار، فرزندش رستم خود را ملک الجبال خواند.

## روابط باعلویان طبرستان
او نیز همچون اسپهبد کارن یکم در آغاز نسبت به سید حسن اظهار دوستی کرد، اما در باطن با مخالفان سید ارتباط داشت.
وی به سبب تلفات و خسارت‌هایی که در زمان جدش قارن، به کوهستان شروین رسیده بود، نمی‌توانست به دیلمیانی که به دورش جمع شده بودند، جیره و مواجب بپردازد، از این رو، آنان را به راهزنی در اطراف تشویق کرد و بدین گونه در اطراف قلمرو زیدیه، ناامنی‌هایی را باعث شد که تحمل آن امکان‌پذیر نبود.
چندی بعد اسپهبد رستم، ولایت قومس را هم تسخیر کرد و با احمد بن عبدالله خجستانی که در آن ایام از جانب صفاریان امارت نیشابور را داشت از در دوستی درآمد و چون او کشته شد «شوال ۲۸۶ق / می۸۸۲م» با سید عقیقی که دشمن داعی بود، طرح دوستی و هم پیمانی ریخت.
به دنبال توقیف و قتل عقیقی، او نیز در کوهستان‌های اطراف متواری بود تا سرانجام از داعی امان خواست که او نیز به وی اجازه داد به ولایت خود بازگردد، عنوان سابق خود را حفظ کند، خراج و صدقات ولایت را بپردازد و سپاهی برای خود نگه ندارد. بعد از وفات حسن بن زید «رجب ۲۷۰ق / ژانویه ۸۸۴م»، برادرش محمد بن زید معروف به داعی کبیر در ولایات هامونی استقرار پیدا کرده و چند سال بعد املاک اسپهبد رستم را ضبط و مصادره کرد. رستم بار دیگر متواری شد و به جبال شروین گریخت.
اسپهبد رستم به رافع بن هرثمه که در این زمان در نیشابور امارت داشت پناه برد که به کمک سپاه او، شکست سختی بر سپاهیان داعی وارد آورد. اما چندی بعد که رافع خود بر خلیفه یاغی و همدست و همداستان با داعی زیدیه شد، چون از کینه داعی نسبت به رستم اطلاع پیدا کرد، برای رضایت خاطر او، اسپهبد رستم را به میهمانی دعوت و در آن جا وی را بازداشت کرد، سپس با جلب توافق سید داعی برای به دست آوردن اموالش او را سخت شکنجه کرد تا این که اسپهبد در زیر شکنجه جان باخت «رمضان ۲۸۲ق / نوامبر ۸۹۵م» و اموال و ذخایر او بین رافع و محمد بن زید تقسیم شد.